# بنیاد و امپراتوری
بنیاد و امپراتوری (انگلیسی: Foundation and Empire) رمانی علمی-تخیلی به قلم نویسندهٔ آمریکایی آیزاک آسیموف است که در سال ۱۹۵۲ منتشر شد.

## بازخورد
گراف کانکلین نظر مثبتی به بنیاد و امپراتوری داشت.

## یادداشت
1. ↑  این کتاب با عنوان جنگ امپراتوری کهکشانها (انتشارات شقایق، چاپ اول ۱۳۷۱) به ترجمهٔ «حسن اصغری» منتشر شده‌است.